# Inniswold
Inniswold és una població dels Estats Units a l'estat de Louisiana. Segons el cens del 2000 tenia 4.944 habitants.

## Demografia
Segons el cens del 2000, Inniswold tenia 4.944 habitants, 2.060 habitatges, i 1.347 famílies. La densitat de població era de 875,6 habitants/km².
Dels 2.060 habitatges en un 32,7% hi vivien nens de menys de 18 anys, en un 49,3% hi vivien parelles casades, en un 13,1% dones solteres, i en un 34,6% no eren unitats familiars. En el 28% dels habitatges hi vivien persones soles el 6,1% de les quals corresponia a persones de 65 anys o més que vivien soles. El nombre mitjà de persones vivint en cada habitatge era de 2,4 i el nombre mitjà de persones que vivien en cada família era de 2,97.
Per edats la població es repartia de la següent manera: un 25,6% tenia menys de 18 anys, un 10,9% entre 18 i 24, un 33% entre 25 i 44, un 21,2% de 45 a 60 i un 9,3% 65 anys o més.
L'edat mediana era de 32 anys. Per cada 100 dones de 18 o més anys hi havia 85,2 homes.
La renda mediana per habitatge era de 43.322 $ i la renda mediana per família de 50.306 $. Els homes tenien una renda mediana de 48.672 $ mentre que les dones 29.592 $. La renda per capita de la població era de 23.029 $. Entorn del 6,4% de les famílies i el 7,9% de la població estaven per davall del llindar de pobresa.

## Poblacions més properes
El següent diagrama mostra les poblacions més properes.